# Ganisa melli
Ganisa melli är en fjärilsart som beskrevs av Felix Bryk 1944. Ganisa melli ingår i släktet Ganisa och familjen Eupterotidae. Inga underarter finns listade i Catalogue of Life.